# 素敵な誕生日/私の大事な人 (シングル・ヴァージョン)
「素敵な誕生日／私の大事な人 (シングル・ヴァージョン)」（すてきなたんじょうび/わたしのだいじなひと - ）は、1994年10月10日に森高千里が発表した24枚目のシングル。CDコードはEPDA-7。

## 概要
- 「素敵な誕生日」はオリジナルアルバム未収録楽曲、「私の大事な人」はアルバム『STEP BY STEP』からのシングルカット楽曲でシングル盤でリメイクされている。両曲共にベストアルバム『DO THE BEST』で聴くことが出来る。
- 2010年に美吉田月によってカバーされた（アルバム『Ska Flavor#3』に収録）。

## 収録曲
1. 素敵な誕生日
  - 作詞：森高千里、作曲・編曲：高橋諭一
  - アサヒ生ビール「Z」CFソング
2. 私の大事な人（Single Version）
  - 作詞・作曲：森高千里、編曲：前嶋康明
3. 素敵な誕生日（オリジナル・カラオケ）
4. 私の大事な人（オリジナル・カラオケ）

## 演奏

### 素敵な誕生日
- 森高千里　ドラムス、コーラス
- 高橋諭一　ギター、コーラス、シンセサイザー
- 瀬戸由紀男　ベース

### 私の大事な人
- 森高千里　ドラムス、コーラス
- 前嶋康明　シンセサイザー